# Mãe do ouro
Mãe de ouro é uma figura do folclore brasileiro, que conta que supostamente existe uma bola de fogo que, com sua presença, mostra a localização de jazidas de ouro. Existe uma variação do mito que diz que esta bola se transforma numa bela mulher, loira que reflete a luz do sol e tem um vestido de seda branco que voa pelos ares.

## Origem da Mãe de Ouro
Há controvérsias sobre a origem da lenda, mas acredita-se que ela surgiu na época do ciclo do ouro (final do século XVII e início do XVIII).
Nesse período, a extração de ouro era a principal atividade econômica no país que ocorreu sobretudo, nos estados de Mato Grosso, Goiás e Minas Gerais. Segundo a lenda, a mulher ajuda a encontrar ouro impondo condições, normalmente além de não revelar a ninguém a localização da mina também exige alguns itens como troca.
Em uma das versões da lenda conta-se que a habilidade da Mãe-de-Ouro está em encontrar tesouros escondidos ou mesmo jazidas de ouro. Sendo assim, a Mãe-de-Ouro tem o poder de voar e, portanto, consegue localizar os lugares onde há tesouros enterrados. Por esse motivo, ela é conhecida como a protetora dos tesouros e do ouro. Além disso, é considerada protetora da natureza, principalmente dos rios e montanhas. É durante a noite que ela atua, especialmente nas noites escuras sem lua e estrelas. Sua forma de bola de fogo percorre os céus onde ela detecta exatamente o local em que há algo escondido. Note que sua intenção não é indicar aos homens os locais onde podem ser explorados, mas sim, proteger o ouro para que ele não seja extraído. Acredita-se que por conta de sua atuação, ainda existam algumas jazidas de ouro que não foram exploradas.
Noutra versão da lenda, a Mãe-de-Ouro também cuida das mulheres que são maltratadas pelos maridos e, portanto, infelizes nos casamentos. Assim, com sua beleza estonteante ela leva os maridos indesejados para uma caverna longe de sua família. Ali, a Mãe-de-Ouro os prendem o resto de suas vidas. Igualmente, ela arruma outros maridos que farão felizes as esposas.

## Representações na mídia

### Na literatura
O romance Água Funda (1946) de Ruth Guimarães cita o mito da Mãe-de-Ouro como parte do arco do personagem Joca, em uma fazenda do Estado de Minas Gerais.